# 9567 Surgut
9567 Surgut este un asteroid din centura principală de asteroizi.

## Descriere
9567 Surgut este un asteroid din centura principală de asteroizi. A fost descoperit pe 22 octombrie 1987 la Observatorul de Astrofizică din Crimeea de Liudmila Juravliova. El prezintă o orbită caracterizată de o semiaxă mare de 2,37 ua, o excentricitate de 0,21 și o înclinație de 2,7° în raport cu ecliptica.